# 27 juillet aux Jeux olympiques d'été de 2024
Navigation
26 juillet 28 juillet
Le samedi 27 juillet 2024 est le 3e jour officiel de compétitions des Jeux olympiques d'été de 2024 à Paris en France en tenant compte des épreuves anticipées qui ont débuté le 24 juillet 2024.
Cette journée marque le début des compétitions pour de nombreuses disciplines et décerne également les premières médailles olympiques de ces 33es JO de l'ère moderne.

## Présentation de la journée
Les compétitions commencent à 8h30 et finissent après minuit. Dans le détail, au programme de cette journée du 27 juillet, il y a,:
- les premières séries d'aviron en skiff, 2 de couple et 4 de couple ;
- le début des phases de poules en badminton (sur les 5 tableaux) ;
- le début du tournoi masculin de basket à 5 (4 matchs de poules) ;
- les premiers tours en boxe pour les poids coqs et légers chez les femmes et les poids légers et mi-lourds chez les hommes ;
- les premiers tours en canoë-kayak slalom avec le C1 hommes et le K1 femmes ;
- les 2 contre-la-montre en cyclisme sur route ;
- le début des concours complets en équitation avec le dressage ;
- les 2 premières épreuves individuelles d'escrime : l'épée femmes et le sabre hommes ;
- la suite du tournoi masculin de football (8 matchs de poules) ;
- les qualifications hommes en gymnastique artistique ;
- le début du tournoi masculin de handball (6 matchs de poules) ;
- le début des tournois hommes et femmes de hockey sur gazon (matchs de poules) ;
- les 2 premiers titres individuels en judo dans les catégories moins de 48 kg (femmes) et moins de 60 kg (hommes) ;
- les premières épreuves de natation dont 4 finales ;
- la première finale en plongeon (tremplin à 3m synchronisé femmes) ;
- la fin du tournoi masculin de rugby à sept ;
- les qualifications et la finale du street hommes en skateboard ;
- les premières séries en surf (à Tahiti) ;
- les premiers tours en tennis pour les tableaux de simple et de double ;
- les premiers tours en tennis de table en simple et double mixte ;
- les premières épreuves de tir (à Châteauroux) dont une finale ;
- le début du tournoi masculin de volley-ball (4 matchs de poules) ;
- le début des tournois hommes et femmes de beach-volley (matchs de poules) ;
- le début du tournoi féminin de water-polo (4 matchs de poules).

Les deux premières médailles de ces JO seront connues vers midi et sacreront des athlètes en tir et en plongeon.

## Programme détaillé
Note : Les horaires indiqués en italique sont provisoires car le programme et l'ordre précis de certaines disciplines, rencontres ou épreuves n'est pas encore définitif ou connu.
| Heure UTC+2 (France)                          |               |
| bleu                                          | Cérémonie     |
| neutre                                        | Épreuve       |
| or                                            | Finale        |
| orange                                        | Petite finale |
| rose                                          | Reporté       |
| gris                                          | Annulé        |
| Compétition masculine                         | Hommes        |
| Compétition féminine                          | Femmes        |
| Compétition mixte (hommes et femmes mélangés) | Mixte         |
| Compétition en couple (1 homme et 1 femme)    | Couple        |
| modifier                                      |               |

| Horaire | Discipline Spécialité | Discipline Spécialité                   | Discipline Spécialité                         | Phase                         | Résultats                                                                                  | Références              |
| ------- | --------------------- | --------------------------------------- | --------------------------------------------- | ----------------------------- | ------------------------------------------------------------------------------------------ | ----------------------- |
| 8 h 30  |                       | Badminton Simple dames                  | Compétition femmes                            | Tours préliminaires           | -                                                                                          | -                       |
| 8 h 30  |                       | Badminton Double mixte                  | Compétition en couple (1 homme et 1 femme)    | Tours préliminaires           | -                                                                                          | -                       |
| 8 h 30  |                       | Badminton Double mixte                  | Compétition en couple (1 homme et 1 femme)    | Tours préliminaires           | -                                                                                          | -                       |
| 9 h     |                       | Handball Tournoi masculin               | Compétition hommes                            | Tour préliminaire Groupe A    | Espagne 25-22 Slovénie                                                                     | -                       |
| 9 h     |                       | Volley-ball Tournoi masculin            | Compétition hommes                            | Tour préliminaire Groupe C    | Japon 2-3 Allemagne                                                                        | -                       |
| 9 h     |                       | Tir Carabine à 10 m air comprimé        | Compétition en couple (1 homme et 1 femme)    | Qualifications                | -                                                                                          | -                       |
| 9 h     |                       | Aviron Skiff                            | Compétition hommes                            | Séries                        | -                                                                                          | -                       |
| 9 h 20  |                       | Badminton Simple dames                  | Compétition femmes                            | Tours préliminaires           | -                                                                                          | -                       |
| 9 h 20  |                       | Badminton Double hommes                 | Compétition hommes                            | Tours préliminaires           | -                                                                                          | -                       |
| 9 h 20  |                       | Badminton Double mixte                  | Compétition en couple (1 homme et 1 femme)    | Tours préliminaires           | -                                                                                          | -                       |
| 9 h 30  |                       | Équitation Concours complet par équipes | Compétition mixte (hommes et femmes ensemble) | Dressage                      | -                                                                                          | -                       |
| 9 h 30  |                       | Équitation Concours complet individuel  | Compétition mixte (hommes et femmes ensemble) | Dressage                      | -                                                                                          | -                       |
| 10 h    |                       | Escrime Épée individuel                 | Compétition femmes                            | 1er tour (1/32es)             | -                                                                                          | -                       |
| 10 h    |                       | Judo Moins de 48 kg                     | Compétition femmes                            | 1ers tours                    | -                                                                                          | -                       |
| 10 h    |                       | Judo Moins de 60 kg                     | Compétition hommes                            | 1ers tours                    | -                                                                                          | -                       |
| 10 h    |                       | Hockey sur gazon Tournoi masculin       | Compétition hommes                            | Tour préliminaire Groupe A    | Grande-Bretagne 4-0 Espagne                                                                | -                       |
| 10 h 10 |                       | Badminton Double hommes                 | Compétition hommes                            | Tours préliminaires           | -                                                                                          | -                       |
| 10 h 10 |                       | Badminton Double dames                  | Compétition femmes                            | Tours préliminaire            | -                                                                                          | -                       |
| 10 h 10 |                       | Badminton Double mixte                  | Compétition en couple (1 homme et 1 femme)    | Tours préliminaires           | -                                                                                          | -                       |
| 10 h 12 |                       | Aviron Skiff                            | Compétition femmes                            | Séries                        | -                                                                                          | -                       |
| 10 h 25 |                       | Escrime Sabre individuel                | Compétition hommes                            | 1er tour (1/32es)             | -                                                                                          | -                       |
| 10 h 25 |                       | Escrime Sabre individuel                | Compétition hommes                            | 1er tour (1/32es)             | -                                                                                          | -                       |
| 10 h 30 |                       | Hockey sur gazon Tournoi masculin       | Compétition hommes                            | Tour préliminaire Groupe B    | Belgique 2-0 Irlande                                                                       | -                       |
| 10 h 30 |                       | Tir Pistolet à 10 m air comprimé        | Compétition hommes                            | Qualifications                | -                                                                                          | -                       |
| 10 h 30 |                       | Tir Carabine à 10 m air comprimé        | Compétition en couple (1 homme et 1 femme)    | Petite finale                 | -                                                                                          | -                       |
| 10 h 50 |                       | Escrime Épée individuel                 | Compétition femmes                            | 2e tour (1/16es)              | -                                                                                          | -                       |
| 11 h    |                       | Badminton Simple hommes                 | Compétition hommes                            | Tours préliminaires           | -                                                                                          | -                       |
| 11 h    |                       | Badminton Double dames                  | Compétition femmes                            | Tours préliminaire            | -                                                                                          | -                       |
| 11 h    |                       | Tir Carabine à 10 m air comprimé        | Compétition en couple (1 homme et 1 femme)    | Finale                        | Sheng Lihao / Huang Yuting · Keum Ji-hyeon / Park Ha-jun · Alexandra Le / Islam Satpayev   | -                       |
| 11 h    |                       | Natation 100 m papillon                 | Compétition femmes                            | Séries                        | -                                                                                          | -                       |
| 11 h    |                       | Gymnastique artistique Tous agrès       | Compétition hommes                            | Qualifications Groupe 1       | -                                                                                          | Qualif. tous agrès + CG |
| 11 h    |                       | Plongeon Tremplin 3 m synchro           | Compétition femmes                            | Finale                        | Chang Yani / Chen Yiwen · Sarah Bacon / Kassidy Cook · Yasmin Harper / Scarlett Mew Jensen | -                       |
| 11 h    |                       | Basket-ball Tournoi masculin            | Compétition hommes                            | Tour préliminaire Groupe A    | Australie 92-80 Espagne                                                                    | -                       |
| 11 h    |                       | Handball Tournoi masculin               | Compétition hommes                            | Tour préliminaire Groupe B    | Hongrie 32-35 Égypte                                                                       | -                       |
| 11 h 12 |                       | Natation 400 m nage libre               | Compétition femmes                            | Séries                        | -                                                                                          | -                       |
| 11 h 15 |                       | Escrime Épée individuel                 | Compétition femmes                            | 2e tour (1/16es)              | -                                                                                          | -                       |
| 11 h 30 |                       | Aviron Deux de couple                   | Compétition hommes                            | Séries                        | -                                                                                          | -                       |
| 11 h 30 |                       | Natation 100 m brasse                   | Compétition hommes                            | Séries                        | -                                                                                          | -                       |
| 11 h 40 |                       | Escrime Épée individuel                 | Compétition femmes                            | 2e tour (1/16es)              | -                                                                                          | -                       |
| 11 h 45 |                       | Natation 400 m nage libre               | Compétition hommes                            | Séries                        | -                                                                                          | -                       |
| 12 h    |                       | Aviron Deux de couple                   | Compétition femmes                            | Séries                        | -                                                                                          | -                       |
| 12 h    |                       | Tennis Simple messieurs                 | Compétition hommes                            | 1er tour                      | -                                                                                          | -                       |
| 12 h    |                       | Tennis Simple dames                     | Compétition femmes                            | 1er tour                      | -                                                                                          | -                       |
| 12 h    |                       | Tennis Double messieurs                 | Compétition hommes                            | 1er tour                      | -                                                                                          | -                       |
| 12 h    |                       | Tennis Double dames                     | Compétition femmes                            | 1er tour                      | -                                                                                          | -                       |
| 12 h    |                       | Skateboard Street                       | Compétition hommes                            | Reporté                       | -                                                                                          | -                       |
| 12 h 5  |                       | Escrime Épée individuel                 | Compétition femmes                            | 2e tour (1/16es)              | -                                                                                          | -                       |
| 12 h 15 |                       | Natation Relais 4x100 m nage libre      | Compétition femmes                            | Séries                        | -                                                                                          | -                       |
| 12 h 20 |                       | Judo Moins de 48 kg                     | Compétition femmes                            | 1/8es de finale               | -                                                                                          | -                       |
| 12 h 26 |                       | Natation Relais 4x100 m nage libre      | Compétition hommes                            | Séries                        | -                                                                                          | -                       |
| 12 h 30 |                       | Escrime Sabre individuel                | Compétition hommes                            | 2e tour (1/16es)              | -                                                                                          | -                       |
| 12 h 30 |                       | Tir Pistolet à 10 m air comprimé        | Compétition femmes                            | Qualifications                | -                                                                                          | -                       |
| 12 h 30 |                       | Aviron Quatre de couple                 | Compétition hommes                            | Séries                        | -                                                                                          | -                       |
| 12 h 30 |                       | Aviron Quatre de couple                 | Compétition femmes                            | Séries                        | -                                                                                          | -                       |
| 12 h 45 |                       | Hockey sur gazon Tournoi masculin       | Compétition hommes                            | Tour préliminaire Groupe A    | Pays-Bas 5-3 Afrique du Sud                                                                | -                       |
| 13 h    |                       | Volley-ball Tournoi masculin            | Compétition hommes                            | Tour préliminaire Groupe B    | Italie 3-1 Brésil                                                                          | -                       |
| 13 h 15 |                       | Hockey sur gazon Tournoi masculin       | Compétition hommes                            | Tour préliminaire Groupe B    | Australie 1-0 Argentine                                                                    | -                       |
| 13 h 15 |                       | Judo Moins de 48 kg                     | Compétition femmes                            | 1/4 de finale                 | -                                                                                          |                         |
| 13 h 15 |                       | Judo Moins de 60 kg                     | Compétition hommes                            | 1/4 de finale                 | -                                                                                          |                         |
| 13 h 30 |                       | Basket-ball Tournoi masculin            | Compétition hommes                            | Tour préliminaire Groupe B    | Allemagne 97-77 Japon                                                                      | -                       |
| 14 h    |                       | Badminton Double mixte                  | Compétition en couple (1 homme et 1 femme)    | Tours préliminaires           | -                                                                                          | -                       |
| 14 h    |                       | Badminton Simple dames                  | Compétition femmes                            | Tours préliminaires           | -                                                                                          | -                       |
| 14 h    |                       | Badminton Double hommes                 | Compétition hommes                            | Tours préliminaires           | -                                                                                          | -                       |
| 14 h    |                       | Badminton Double dames                  | Compétition femmes                            | Tours préliminaires           | -                                                                                          | -                       |
| 14 h    |                       | Badminton Simple hommes                 | Compétition hommes                            | Tours préliminaires           | -                                                                                          | -                       |
| 14 h    |                       | Handball Tournoi masculin               | Compétition hommes                            | Tour préliminaire Groupe A    | Croatie 30-29 Japon                                                                        | -                       |
| 14 h    |                       | Beach-volley Tournoi masculin           | Compétition hommes                            | Tour préliminaire Groupe D    | Benesh / Partain (USA) 0-2 Alayo / Díaz (CUB)                                              | -                       |
| 14 h    |                       | Water-polo Tournoi féminin              | Compétition femmes                            | Tour préliminaire Groupe A    | Pays-Bas 10-8 Hongrie                                                                      | -                       |
| 14 h 10 |                       | Escrime Épée individuel                 | Compétition femmes                            | 1/8es de finale               | -                                                                                          | -                       |
| 14 h 30 |                       | Cyclisme sur route Contre-la-montre     | Compétition femmes                            | Finale                        | Grace Brown · Anna Henderson · Chloé Dygert                                                |                         |
| 14 h 30 |                       | Rugby à sept Tournoi masculin           | Compétition hommes                            | Classement 5-8                | Nouvelle-Zélande 17-12 Argentine                                                           | -                       |
| 15 h    |                       | Beach-volley Tournoi masculin           | Compétition hommes                            | Tour préliminaire Groupe A    | Åhman / Hellvig (SWE) 2-0 Carracher / Nicolaidis (AUS)                                     | -                       |
| 15 h    |                       | Escrime Sabre individuel                | Compétition hommes                            | 1/8es de finale               | -                                                                                          | -                       |
| 15 h    |                       | Tennis de table Simple messieurs        | Compétition hommes                            | Tours préliminaires           | -                                                                                          | -                       |
| 15 h    |                       | Tennis de table Simple dames            | Compétition femmes                            | Tours préliminaires           | -                                                                                          | -                       |
| 15 h    |                       | Rugby à sept Tournoi masculin           | Compétition hommes                            | Classement 5-8                | Irlande 17-14 États-Unis                                                                   | -                       |
| 15 h    |                       | Football Tournoi masculin               | Compétition hommes                            | Tour préliminaire Groupe C    | République dominicaine (en) 1-3 Espagne                                                    | -                       |
| 15 h    |                       | Football Tournoi masculin               | Compétition hommes                            | Tour préliminaire Groupe B    | Argentine 3-1 Irak                                                                         | -                       |
| 15 h    |                       | Canoë-kayak (slalom) C1                 | Compétition hommes                            | Qualifications 1re manche     | -                                                                                          | -                       |
| 15 h 30 |                       | Boxe Poids coqs (- de 54 kg)            | Compétition femmes                            | 1er tour (1/16es)             | -                                                                                          | -                       |
| 15 h 30 |                       | Boxe Poids légers (- de 60 kg)          | Compétition femmes                            | 1er tour (1/16es)             | -                                                                                          | -                       |
| 15 h 30 |                       | Boxe Poids légers (- de 63,5 kg)        | Compétition hommes                            | 1er tour (1/16es)             | -                                                                                          | -                       |
| 15 h 30 |                       | Boxe Poids mi-lourds (- de 80 kg)       | Compétition hommes                            | 1er tour (1/16es)             | -                                                                                          | -                       |
| 15 h 30 |                       | Gymnastique artistique Tous agrès       | Compétition hommes                            | Qualifications Groupe 2       | -                                                                                          | Qualif. tous agrès + CG |
| 15 h 30 |                       | Rugby à sept Tournoi masculin           | Compétition hommes                            | 1/2 finale                    | Afrique du Sud 5-19 France                                                                 | -                       |
| 15 h 30 |                       | Water-polo Tournoi féminin              | Compétition femmes                            | Tour préliminaire Groupe B    | Grèce 6-15 États-Unis                                                                      | -                       |
| 15 h 45 |                       | Canoë-kayak (slalom) K1                 | Compétition femmes                            | Qualifications 1re manche     | -                                                                                          | -                       |
| 15 h 50 |                       | Escrime Épée individuel                 | Compétition femmes                            | 1/4 de finale                 | -                                                                                          | -                       |
| 16 h    |                       | Handball Tournoi masculin               | Compétition hommes                            | Tour préliminaire Groupe B    | Norvège 36-31 Argentine                                                                    | -                       |
| 16 h    |                       | Rugby à sept Tournoi masculin           | Compétition hommes                            | 1/2 finale                    | Fidji 31-7 Australie                                                                       | -                       |
| 16 h    |                       | Judo Moins de 48 kg                     | Compétition femmes                            | Repêchages                    | -                                                                                          |                         |
| 16 h 15 |                       | Judo Moins de 48 kg                     | Compétition femmes                            | Demi-finales                  | -                                                                                          |                         |
| 16 h 15 |                       | Escrime Sabre individuel                | Compétition hommes                            | 1/4 de finale                 | -                                                                                          | -                       |
| 16 h 30 |                       | Rugby à sept Tournoi masculin           | Compétition hommes                            | Classement 11-12              | Japon 10-21 Uruguay                                                                        | -                       |
| 16 h 30 |                       | Tennis de table Double mixte            | Compétition en couple (1 homme et 1 femme)    | 1/8es de finale               | -                                                                                          | -                       |
| 16 h 30 |                       | Cyclisme sur route Contre-la-montre     | Compétition hommes                            | Finale                        | Remco Evenepoel · Filippo Ganna · Wout van Aert                                            |                         |
| 16 h 30 |                       | Judo Moins de 60 kg                     | Compétition hommes                            | Repêchages                    | -                                                                                          |                         |
| 16 h 50 |                       | Judo Moins de 60 kg                     | Compétition hommes                            | Demi-finales                  | -                                                                                          |                         |
| 17 h    |                       | Skateboard Street                       | Compétition hommes                            | Reporté                       | -                                                                                          | -                       |
| 17 h    |                       | Football Tournoi masculin               | Compétition hommes                            | Tour préliminaire Groupe C    | Ouzbékistan 0-1 Égypte                                                                     | -                       |
| 17 h    |                       | Football Tournoi masculin               | Compétition hommes                            | Tour préliminaire Groupe B    | Ukraine 2-1 Maroc                                                                          | -                       |
| 17 h    |                       | Rugby à sept Tournoi masculin           | Compétition hommes                            | Classement 9-10               | Samoa 5-10 Kenya                                                                           | -                       |
| 17 h    |                       | Volley-ball Tournoi masculin            | Compétition hommes                            | Tour préliminaire Groupe B    | Pologne 3-0 Égypte                                                                         | -                       |
| 17 h    |                       | Hockey sur gazon Tournoi masculin       | Compétition hommes                            | Tour préliminaire Groupe A    | Allemagne 8-2 France                                                                       | -                       |
| 17 h 10 |                       | Canoë-kayak (slalom) C1                 | Compétition hommes                            | Qualifications 2e manche      | -                                                                                          | -                       |
| 17 h 15 |                       | Basket-ball Tournoi masculin            | Compétition hommes                            | Tour préliminaire Groupe B    | France 78-66 Brésil                                                                        | -                       |
| 17 h 15 |                       | Judo Moins de 48 kg                     | Compétition femmes                            | Petite finale                 | -                                                                                          |                         |
| 17 h 30 |                       | Hockey sur gazon Tournoi masculin       | Compétition hommes                            | Tour préliminaire Groupe B    | Inde 3-2 Nouvelle-Zélande                                                                  | -                       |
| 17 h 35 |                       | Judo Moins de 48 kg                     | Compétition femmes                            | Finale                        | Natsumi Tsunoda · Bavuudorjiin Baasankhüü · Shirine Boukli / Tara Babulfath                |                         |
| 17 h 50 |                       | Judo Moins de 60 kg                     | Compétition hommes                            | Petite finale                 | -                                                                                          |                         |
| 18 h    |                       | Canoë-kayak (slalom) K1                 | Compétition femmes                            | Qualifications 2e manche      | -                                                                                          | -                       |
| 18 h    |                       | Rugby à sept Tournoi masculin           | Compétition hommes                            | Classement 7-8 Classement 5-6 | -                                                                                          | -                       |
| 18 h    |                       | Rugby à sept Tournoi masculin           | Compétition hommes                            | Classement 5-6                | -                                                                                          | -                       |
| 18 h    |                       | Beach-volley Tournoi féminin            | Compétition femmes                            | Tour préliminaire Groupe B    | Xia / Xue (CHN) 1-2 Clancy / Mariafe (AUS)                                                 | -                       |
| 18 h 10 |                       | Judo Moins de 60 kg                     | Compétition hommes                            | Finale sréférences=           | -                                                                                          | -                       |
| 18 h 30 |                       | Water-polo Tournoi féminin              | Compétition femmes                            | Tour préliminaire Groupe B    | Espagne 15-6 France                                                                        | -                       |
| 19 h    |                       | Escrime Épée individuel                 | Compétition femmes                            | Demi-finales                  | -                                                                                          | -                       |
| 19 h    |                       | Surf Shortboard                         | Compétition hommes                            | 1er tour (séries)             | -                                                                                          | -                       |
| 19 h    |                       | Beach-volley Tournoi masculin           | Compétition hommes                            | Tour préliminaire Groupe D    | Stein / Wanderley (BRA) 2-0 Abicha / El Graoui (MAR)                                       | -                       |
| 19 h    |                       | Tennis Simple messieurs                 | Compétition hommes                            | 1er tour                      | -                                                                                          | -                       |
| 19 h    |                       | Tennis Simple dames                     | Compétition femmes                            | 1er tour                      | -                                                                                          | -                       |
| 19 h    |                       | Handball Tournoi masculin               | Compétition hommes                            | Tour préliminaire Groupe A    | Allemagne 30-27 Suède                                                                      | -                       |
| 19 h    |                       | Football Tournoi masculin               | Compétition hommes                            | Tour préliminaire Groupe A    | Nouvelle-Zélande 1-4 États-Unis                                                            | -                       |
| 19 h    |                       | Football Tournoi masculin               | Compétition hommes                            | Tour préliminaire Groupe D    | Israël 2-4 Paraguay                                                                        | -                       |
| 19 h    |                       | Rugby à sept Tournoi masculin           | Compétition hommes                            | Petite finale                 | Afrique du Sud 26-19 Australie                                                             | -                       |
| 19 h 30 |                       | Badminton Simple dames                  | Compétition femmes                            | Tours préliminaires           | -                                                                                          | -                       |
| 19 h 30 |                       | Badminton Double hommes                 | Compétition hommes                            | Tours préliminaires           | -                                                                                          | -                       |
| 19 h 30 |                       | Badminton Double dames                  | Compétition femmes                            | Tours préliminaires           | -                                                                                          | -                       |
| 19 h 30 |                       | Badminton Simple hommes                 | Compétition hommes                            | Tours préliminaires           | -                                                                                          | -                       |
| 19 h 45 |                       | Rugby à sept Tournoi masculin           | Compétition hommes                            | Finale                        | France 28-7 Fidji                                                                          | -                       |
| 19 h 45 |                       | Hockey sur gazon Tournoi féminin        | Compétition femmes                            | Tour préliminaire Groupe B    | Argentine 4-1 États-Unis                                                                   | -                       |
| 19 h 50 |                       | Escrime Sabre individuel                | Compétition hommes                            | Demi-finales                  | -                                                                                          | -                       |
| 20 h    |                       | Tennis de table Simple messieurs        | Compétition hommes                            | Tours préliminaires           | -                                                                                          | -                       |
| 20 h    |                       | Tennis de table Simple dames            | Compétition femmes                            | Tours préliminaires           | -                                                                                          | -                       |
| 20 h    |                       | Boxe Poids coqs (- de 54 kg)            | Compétition femmes                            | 1er tour (1/16es)             | -                                                                                          | -                       |
| 20 h    |                       | Boxe Poids légers (- de 60 kg)          | Compétition femmes                            | 1er tour (1/16es)             | -                                                                                          | -                       |
| 20 h    |                       | Boxe Poids légers (- de 63,5 kg)        | Compétition hommes                            | 1er tour (1/16es)             | -                                                                                          | -                       |
| 20 h    |                       | Boxe Poids mi-lourds (- de 80 kg)       | Compétition hommes                            | 1er tour (1/16es)             | -                                                                                          | -                       |
| 20 h    |                       | Gymnastique artistique Tous agrès       | Compétition hommes                            | Qualifications Groupe 3       | -                                                                                          | Qualif. tous agrès + CG |
| 20 h    |                       | Water-polo Tournoi féminin              | Compétition femmes                            | Tour préliminaire Groupe A    | Australie 7-5 Chine                                                                        | -                       |
| 20 h 15 |                       | Hockey sur gazon Tournoi féminin        | Compétition femmes                            | Tour préliminaire Groupe A    | Pays-Bas 6-2 France                                                                        | -                       |
| 20 h 30 |                       | Natation 100 m papillon                 | Compétition femmes                            | Demi-finales                  | -                                                                                          | -                       |
| 20 h 40 |                       | Natation 400 m nage libre               | Compétition hommes                            | Finale                        | Lukas Märtens · Elijah Winnington · Kim Woomin                                             |                         |
| 20 h 40 |                       | Escrime Épée individuel                 | Compétition femmes                            | Petite finale                 | -                                                                                          | -                       |
| 20 h 55 |                       | Natation 400 m nage libre               | Compétition femmes                            | Finale                        | Ariarne Titmus · Summer McIntosh · Katie Ledecky                                           |                         |
| 21 h    |                       | Escrime Sabre individuel                | Compétition hommes                            | Petite finale                 | -                                                                                          | -                       |
| 21 h    |                       | Football Tournoi masculin               | Compétition hommes                            | Tour préliminaire Groupe D    | Japon 1-0 Mali                                                                             | -                       |
| 21 h    |                       | Football Tournoi masculin               | Compétition hommes                            | Tour préliminaire Groupe A    | France 1-0 Guinée                                                                          | -                       |
| 21 h    |                       | Volley-ball Tournoi masculin            | Compétition hommes                            | Tour préliminaire Groupe C    | États-Unis 3-0 Argentine                                                                   | -                       |
| 21 h    |                       | Basket-ball Tournoi masculin            | Compétition hommes                            | Tour préliminaire Groupe A    | Grèce 79-86 Canada                                                                         | -                       |
| 21 h    |                       | Handball Tournoi masculin               | Compétition hommes                            | Tour préliminaire Groupe B    | Danemark 37-29 France                                                                      | -                       |
| 21 h 15 |                       | Natation 100 m brasse                   | Compétition hommes                            | Demi-finales                  | -                                                                                          | -                       |
| 21 h 30 |                       | Escrime Épée individuel                 | Compétition femmes                            | Finale                        | Kong Man Wai · Auriane Mallo-Breton · Eszter Muhari                                        |                         |
| 21 h 35 |                       | Natation Relais 4x100 m nage libre      | Compétition femmes                            | Finale                        | Australie · États-Unis · Chine                                                             |                         |
| 21 h 50 |                       | Natation Relais 4x100 m nage libre      | Compétition hommes                            | Finale                        | États-Unis · Australie · Italie                                                            |                         |
| 22 h    |                       | Escrime Sabre individuel                | Compétition hommes                            | Finale                        | Oh Sang-uk · Farès Ferjani · Luigi Samele                                                  |                         |
| 22 h    |                       | Beach-volley Tournoi féminin            | Compétition femmes                            | Tour préliminaire Groupe B    | Kloth / Nuss (USA) 2-0 Bansley / Bukovec (CAN)                                             | -                       |
| 23 h    |                       | Beach-volley Tournoi masculin           | Compétition hommes                            | Tour préliminaire Groupe A    | Cottafava / Nicolai (ITA) 0-2 Tijan / Younousse (QAT)                                      | -                       |
| 23 h 45 |                       | Surf Shortboard                         | Compétition femmes                            | 1er tour (séries)             | -                                                                                          | -                       |

## Tableaux des médailles
Au total, 13 médailles d'or étaient en jeu pour ce premier jour où des médailles sont distribuées.
- Pays organisateur (France)

| Rang  | Nation          | Or | Argent | Bronze | Total |
| ----- | --------------- | -- | ------ | ------ | ----- |
| 1     | Australie       | 3  | 2      | -      | 5     |
| 2     | Chine           | 2  | -      | 1      | 3     |
| 3     | États-Unis      | 1  | 2      | 2      | 5     |
| 4     | France          | 1  | 2      | 1      | 4     |
| 5     | Corée du Sud    | 1  | 1      | 1      | 3     |
| 6     | Belgique        | 1  | -      | 1      | 2     |
| 6     | Japon           | 1  | -      | 1      | 2     |
| 6     | Kazakhstan      | 1  | -      | 1      | 2     |
| 9     | Allemagne       | 1  | -      | -      | 1     |
| 9     | Hong Kong       | 1  | -      | -      | 1     |
| 11    | Italie          | -  | 1      | 2      | 3     |
| 12    | Grande-Bretagne | -  | 1      | 1      | 2     |
| 13    | Canada          | -  | 1      | -      | 1     |
| 13    | Fidji           | -  | 1      | -      | 1     |
| 13    | Mongolie        | -  | 1      | -      | 1     |
| 13    | Tunisie         | -  | 1      | -      | 1     |
| 17    | Afrique du Sud  | -  | -      | 1      | 1     |
| 17    | Hongrie         | -  | -      | 1      | 1     |
| 17    | Espagne         | -  | -      | 1      | 1     |
| 17    | Suède           | -  | -      | 1      | 1     |
| Total | Total           | 13 | 13     | 15     | 41    |